# کریستیانو برگودی
کریستیانو برگودی (انگلیسی: Cristiano Bergodi؛ زادهٔ ۱۴ اکتبر ۱۹۶۴) بازیکن فوتبال اهل ایتالیا است.
از باشگاه‌هایی که در آن بازی کرده‌است می‌توان به باشگاه فوتبال پادوا، باشگاه ورزشی لاتزیو، و باشگاه فوتبال دلفینو پسکارا اشاره کرد.